# Isohumulone
Les isohumulones sont des composés à la saveur amère présents dans la bière. Ce sont des acides alpha qui contribuent au goût de la bière et à sa stabilité.

## Chimie
Bien que connus sous le nom d'alpha-acides, ce ne sont pas des acides car la fonction hydroxyle est en position alpha du groupe carbonyle et non sur le même carbone.
Les isohumulones proviennent de l'isomérisation de l'humulone au cours de la cuisson, elle-même issue de la lupuline qui provient du houblon. Les isohumulones issues de l'humulone sont au nombre de 2 : la cis-isohumulone et la trans-isohumulone.
Quand la bière est exposée à la lumière, les isohumulones se décomposent en présence de riboflavine en 3-méthylbut-2-ène-1-thiol (un thiol à l'odeur nauséabonde, produisant le "goût de moufette") et en acide déshydrohumulinique.

## Utilisation
Les brasseurs, pour mesurer l'amertume de leurs bières, utilisent l'International bitterness unit (IBU), une unité de poids basée sur la quantité d'isohumulone : une part par million (ppm) d'isohumulone (acide Þ) = 1 IBU. Plus l'IBU est élevé, plus l'amertume est importante.
Les isohumulones stabilisent la bière, lui procurent son amertume et en stabilisent la mousse.